# Albergo Croce di Malta (Lecco)
L'albergo Croce di Malta è un palazzo storico di Lecco in Lombardia.
Questo edificio è situato nella centrale piazza Garibaldi sul lato opposto del Teatro della Società ed è noto per aver ospitato fra le sue mura personaggi celebri della storia italiana oltre ad esser stato teatro di molti comizi politici e discorsi celebri. Fu costruito durante i primi anni del XIX secolo ed appare sostanzialmente come all'epoca eccezion fatta per il timpano sommitale che fu aggiunto negli anni Trenta del Novecento.

## Storia e Descrizione
Il rinomato albergo fu al centro di alcuni avvenimenti che segnarono la storia di Lecco e d'Italia come i discorsi tenutasi dai suoi balconi e la morte del sindacalista Giuseppe di Vittorio.

Il primo episodio di rilievo fu quello avvenuto il 10 agosto 1847 quando l'albergatore dell'epoca presentò domanda all'Imperial Regio Delegato Provinciale di Como per ottenere la licenza di viaggio giornaliero con diligenza senza cambio di cavalli per i collegamenti fra Lecco e Bergamo con partenza dal palazzo che ciò nonostante già avveniva per iniziativa privata da parte dello stesso poiché in quel periodo Contrada Larga (oggi piazza Garibaldi) fu un luogo di interscambio, seppur poco sviluppato, per i collegamenti con lo Spluga, Como e Monza.
Nel 1891 ospitò il poeta Giosuè Carducci in occasione dell'inaugurazione del monumento ad Alessandro Manzoni mentre furono ben quattro le presenze di Giuseppe Garibaldi: pernottò nel giugno 1859 proveniente da Como via lago con i Cacciatori delle Alpi prima di recarsi a Bergamo per farvi ritorno qualche giorno dopo per recarsi in piroscafo a Colico e in Valtellina come ricorda lo stesso Generale nelle Memorie autobiografiche; tornò ospite dell'albergo il 26 maggio 1862 pronunciando un appassionato discorso dal balcone dell'edificio e il 13 giugno 1866, poco prima dell'inizio dell'ultima guerra d'indipendenza.
Durante la seconda guerra mondiale fu requisito per divenire la sede del comando del distaccamento tedesco mentre dopo la vittoriosa lotta di resistenza militare e politica attuata dalle forze partigiane divenne quartier generale delle forze alleate nel territorio di Lecco. Dai balconi dell'albergo si sono tenuti numerosi comizi della rinascita democratica post-bellica tra cui quello di Pietro Nenni, leader del Partito Socialista Italiano.

Nel 1957 tra le sue mura morì d'infarto Giuseppe di Vittorio, uno dei protagonisti del sindacalismo internazionale che giunse a Lecco per l'inaugurazione della nuova sede della Cgil.
L'albergo chiuse il 1º ottobre 1993 col congedo della famiglia Negri che ne fu proprietaria dal 1930 in seguito all'acquisto a discapito dei fratelli Torri-Tarelli. Completamente ristrutturato, fu convertito in uso residenziale negli ultimi anni del XX secolo lasciando in eredità del glorioso passato solo due lapidi in marmo sulla facciata inerenti alle visite degli illustri ospiti.